# 名古屋市出身の人物一覧
名古屋市出身の人物一覧（なごやししゅっしんのじんぶついちらん）は、愛知県名古屋市出身の人物およびゆかりの人物の一覧。

## 歴史上の人物
- 世襲足媛（孝昭天皇の妃）

源頼朝

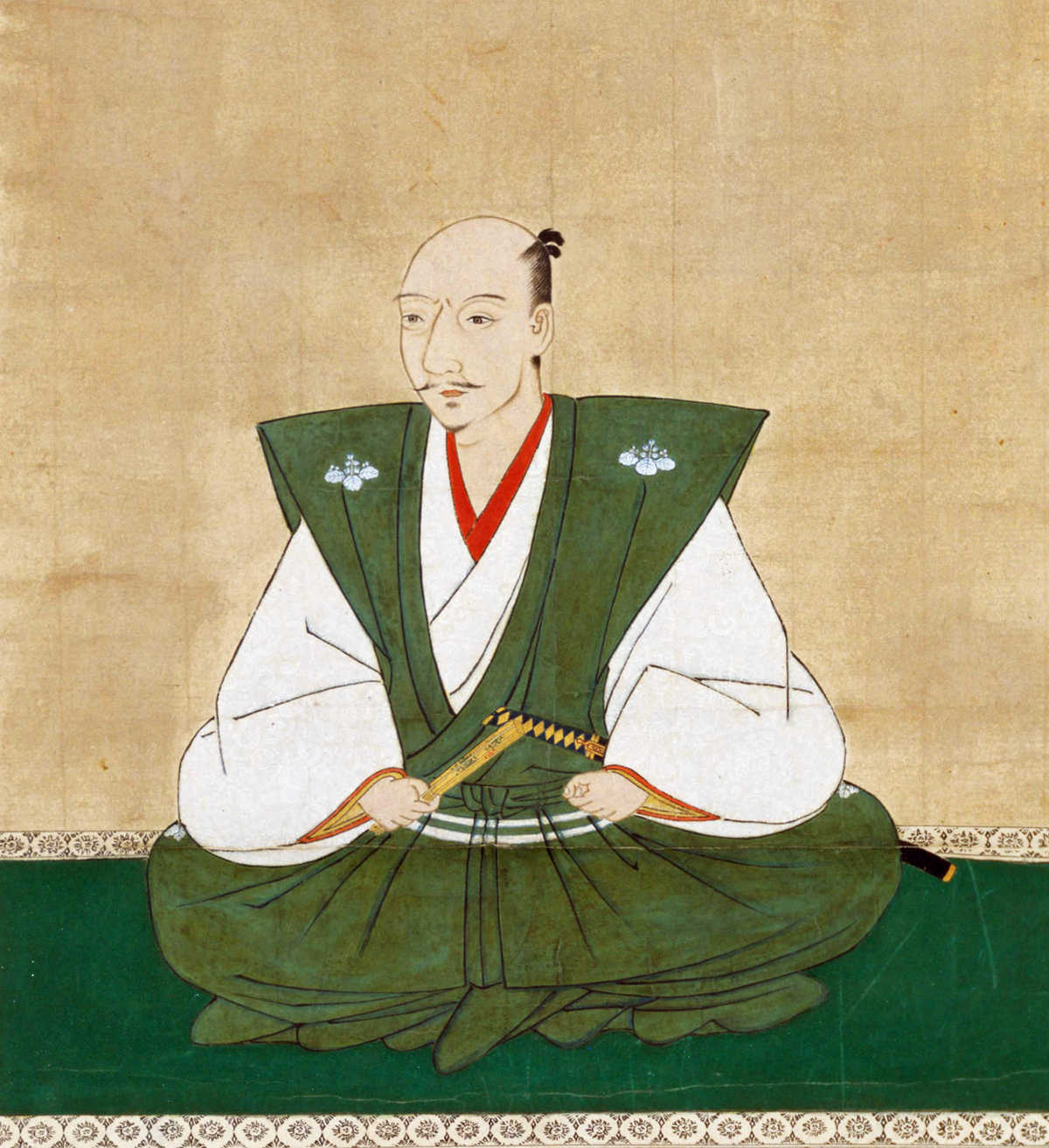
織田信長

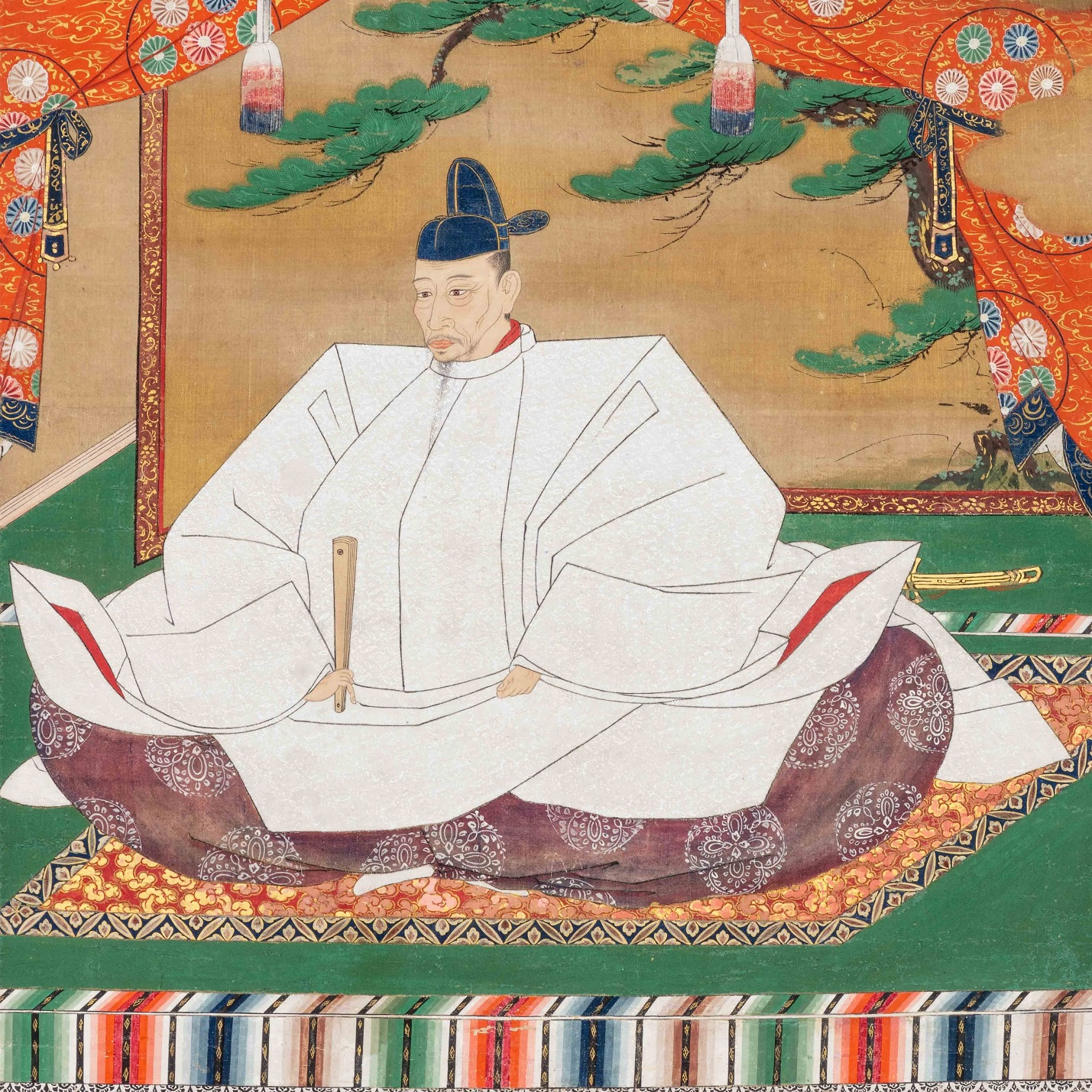
豊臣秀吉

- 建稲種命（宮簀媛の兄、日本武尊東征の副将軍）
- 宮簀媛（日本武尊の妃）
- 尾張草香（尾張氏の首長、目子媛の父）
- 目子媛（尾張草香の娘、継体天皇の后、安閑天皇・宣化天皇の母）
- 源頼朝（鎌倉幕府初代征夷大将軍）
- 由良御前（源義朝の正室、源頼朝の母）
- 織田信長（戦国武将）
- 織田信行（戦国武将）
- 織田信孝（戦国武将）
- お市の方（信長の妹、浅井三姉妹の母）
- 豊臣秀吉（戦国武将）
- 豊臣秀長（戦国武将）
- 豊臣秀次（戦国武将）
- 大政所（秀吉の母）
- 朝日姫（秀吉の妹、徳川家康の正室）
- 小出秀政（戦国武将）
- 柴田勝家（戦国武将）
- 丹羽長秀（戦国武将）
- 前田利家（戦国武将）
- 前田利長（戦国武将）
- 加藤清正（戦国武将）
- 平手政秀（戦国武将）
- 太田牛一（戦国武将）
- 佐久間信盛（戦国武将）
- 佐久間盛政（戦国武将）
- 佐々成政（戦国武将）
- 前田利益（前田慶次郎、戦国武将）
- 上田重安（戦国武将、茶道上田宗箇流流祖）
- 徳川宗春（尾張藩7代目藩主、温地政要で有名）
- 柳生厳包（尾張柳生の天才剣士）
- 片岡高房（赤穂浪士の一人、片岡源五右衛門）

## 政治・行政等
- 赤松広隆（第65・67代衆議院副議長[1]、第49代農林水産大臣、衆議院議員（10期）、愛知県議会議員（3期））
- 五十嵐衣里（衆議院議員、東京都議会議員（1期））
- 伊藤忠彦（復興大臣、衆議院議員）
- 伊藤一（公選初代一宮市長）
- 伊藤渉（財務副大臣、厚生労働大臣政務官、衆議院議員）
- 岩井茂樹（復興副大臣兼内閣府副大臣兼国土交通副大臣、経済産業大臣政務官兼内閣府大臣政務官兼復興大臣政務官、参議院議員（2期）、第10代静岡県東伊豆町長）
- 梅村早江子（衆議院議員（1期））
- 江口克彦（参議院議員（1期））
- 大澤勉（外交官、駐カメルーン大使）
- 海部俊樹（第76代・第77代内閣総理大臣、第95代大蔵大臣、第98・107代文部大臣、内閣官房副長官（三木内閣）、衆議院議員（16期）、初代新進党党首、第14代自由民主党総裁）
- 金村龍那（衆議院議員）
- 金森徳次郎（憲法改正担当大臣（第1次吉田内閣）、貴族院議員、初代国立国会図書館長、第32代法制局長官）
- 河村たかし（第32-35代名古屋市長、衆議院議員（5期）、減税日本代表）
- 木下富美子（東京都議会議員（2期））
- 黒田昌義（国土交通省大臣官房長、第14代国土交通省国土政策局長、名古屋市住宅都市局長）[2]
- 腰山謙介（会計検査院事務総長）
- 小林史武（国会職員、第21代参議院事務総長）
- 阪本釤之助（枢密顧問官、日本赤十字社副社長、貴族院議員、官選第7代名古屋市長、官選第8代鹿児島県知事、官選第10代福井県知事）
- 初宿和夫（第32代八王子市長）
- 杉戸清樹（国立国語研究所長）
- 杉原千畝（外交官）：岐阜県出身、名古屋市育ち
- 田島道治（初代宮内庁長官、第二代宮内府長官）
- 田中不二麿（第2代司法大臣、枢密顧問官、駐フランス公使、駐イタリア公使、参事院議官、同副議長、第3代司法卿、元老院議官、文部大輔）
- 塚本三郎（衆議院議員（10期）、第6代民社党中央執行委員長）
- 永井久一郎（文部省会計局長、小石川区会議員）
- 永田寿康（衆議院議員（3期））
- 西ヶ廣渉（外交官、演劇評論家、宮内庁宮務主管、駐ルクセンブルク大使、駐リビア大使、在イギリス公使、日本学術会議事務局長、在インド公使、国際連合日本政府代表部公使）
- 西川厚志（衆議院議員）
- 野村一成（外交官、宮内庁東宮職東宮大夫、駐ロシア大使、駐ドイツ大使、第2代沖縄担当大使、駐マレーシア大使）
- 日野紗里亜（衆議院議員）
- 藤田和秀（第88代名古屋市会議長、名古屋市会議員）
- 古川元久（内閣府特命担当大臣（宇宙政策担当）（野田第2次改造内閣）、内閣府特命担当大臣（経済財政政策・科学技術政策）（野田内閣・野田第1次改造内閣・野田第2次改造内閣）、内閣官房副長官（菅直人内閣・菅直人第1次改造内閣）、衆議院議員）
- 本郷谷健次（第21-23代千葉県松戸市長、松戸市議会議員（1期））
- 牧義夫（厚生労働副大臣、衆議院議員（7期）、第3代維新の党総務会長）
- マック赤坂（港区議会議員（1期）、スマイル党総裁）
- 松下玲子（衆議院議員、第6代東京都武蔵野市長、東京都議会議員（2期））
- 水野正幸（アジアパラリンピック委員会副会長）
- 山碕良志（第23代総務省大臣官房長）[3]
- 吉川蓮民（政治活動家）
- 吉田学（第15代厚生労働事務次官、内閣官房新型コロナウイルス感染症対策推進室長、第12代厚生労働省医政局長、初代厚生労働省子ども家庭局長、厚生労働省雇用均等・児童家庭局長）
- 吉田幸弘（外務大臣政務官兼財務大臣政務官、衆議院議員（2期）
- 和達清夫（第17代日本学士院院長、第5期日本学術会議議長、初代気象庁長官、第6代中央気象台長、日本気象学会理事長、文化勲章）

## 文化人

### 作家
- 荒川稔久（脚本家）
- 有森聡美（作詞家）
- 井沢元彦（小説家）
- 石井貴士（作家、心理カウンセラー、元信越放送アナウンサー）
- 大沢在昌（小説家）
- 荻窪圭（フリーライター・古道研究家）
- 清水義範（小説家）
- 城山三郎（小説家）
- 諏訪哲史（小説家・批評家・随筆家）
- 高千穂遙（小説家・脚本家・漫画原作者）
- 田口一（ライトノベル作家）
- 竹井10日 （ライトノベル作家）
- 辻真先（小説家・脚本家・漫画原作者・評論家・エッセイスト）
- 坪内逍遙（小説家・劇作家・評論家・翻訳家、岐阜県生まれ）
- 坪内鋭雄（坪内逍遥の甥、作家）
- 内藤洋子（エッセイスト）
- 中山可穂（小説家）
- 野田隆（旅行作家）
- 畠中恵（小説家・漫画家）
- 林寛子（ノンフィクション作家、新聞記者）
- 福永令三（童話作家）
- 二葉亭四迷（小説家・翻訳家、江戸生まれ）
- 丸戸史明（ゲームシナリオライター、ライトノベル作家）
- 山口洋子（作詞家・著作家・小説家）
- 山田正紀（小説家）
- 連城三紀彦（小説家）

### 俳人・歌人・詩人
- 井上士朗（俳人）
- 岡井隆（歌人・詩人・文芸評論家）
- 荻原裕幸（歌人）
- 加藤治郎（歌人）
- 栗木京子（歌人）
- 小島ゆかり（歌人）
- 高屋窓秋（俳人）
- 瀬尾育生（詩人・ドイツ文学者）
- 千里亭芝石（俳人）
- 宗碩（連歌師）
- 沼波瓊音（俳人・国文学者）
- 山中智恵子（歌人）
- 横井也有（俳人・国学者）

### 美術家
- 荒川修作（現代美術家）
- 宇野亜喜良（挿絵画家・グラフィックデザイナー）
- 奥村石蘭（日本画家）
- 神谷哲史（折り紙作家）
- 城戸真亜子（洋画家）
- 北脇昇（洋画家）
- 月僊（画家）
- 小堀四郎（洋画家）
- 齋藤真成（洋画家）
- 彭城百川（南画家）
- 櫻井清香（日本画家）
- 柴田俊明（洋画家）
- すぎはらけいたろう（絵本作家）
- 杉本健吉（洋画家・イラストレーター・グラフィックデザイナー）
- 田中訥言（画家・復古大和絵の祖）
- 田村能里子（洋画家）
- 中林竹洞（南画家）
- 沼田月斎（浮世絵師）
- 林恭三（クレイ作家・イラストレーター）
- 服部有恒（日本画家）
- 深堀隆介（現代美術家）
- 牧墨僊（浮世絵師・銅版画家）
- 松下春雄（洋画家）
- 水谷勇夫（現代美術家・画家）
- 宮田重雄（洋画家）
- 宮脇晴（洋画家）
- 森玉僊（浮世絵師、大和絵師）
- 山村浩二（アニメーション作家・絵本作家・イラストレーター・作詞家）
- 山本梅逸（南画家）
- 吉田翔（日本画家・水墨画家）

### 映画関係者
- 栢野直樹（撮影監督）
- 鬼頭理三（映画監督・テレビドラマ演出家）
- 鈴木敏夫（映画プロデューサー・編集者）
- 堤幸彦（映画監督・演出家）
- 内藤誠（映画監督・脚本家・著述家）
- 野沢尚（脚本家・小説家）
- 橋部敦子（脚本家）
- 日比遊一（映画監督、写真家）
- 古田昴生（脚本家・映画評論家）
- 村瀬健（映画プロデューサー）
- 山田耕大（脚本家・映画プロデューサー）
- 渡邊孝好（映画監督・脚本家）

### 漫画家
- 石坂啓
- いとう耐
- 江川達也
- 大雪師走
- かがみあきら
- 河島光広
- かわすみひろし
- スケラッコ
- 早瀬マサト
- 久松文雄
- もりけん
- 横山まさみち

### 囲碁棋士
- 伊藤松和
- 馬場滋
- 彦坂直人
- 青葉かおり

### 将棋棋士
- 小菅剣之助
- 加藤博二
- 大村和久
- 山田道美
- 板谷進
- 西村一義
- 杉本昌隆
- 藤田麻衣子

### 音楽家
- 鬱P（ボカロP）
- 筧鉱一（能楽太鼓方）
- 加藤タクヤ（デザイナー、タレント、シンガーソングライター、パーソナリティー、実業家、音楽プロデューサー）
- 近藤浩治（ゲームミュージックの作曲家。任天堂所属。マリオシリーズやゼルダの伝説シリーズの音楽などを手掛ける）
- 野村祐子（箏曲家）
- 矢野晶裕（アーティスト、音楽プロデューサー、タレント、DJ）
- 二代目芳村五郎治（長唄唄方）
- 渡辺宙明（作曲家）

### 写真家
- 青山裕企
- 石井友規
- 伊奈英次
- 長濱治
- 山本悍右

### 建築家
- 佐藤武夫
- 蜂須賀達志
- 宮脇檀

### ゲーム関係者
- 内藤時浩(ゲームデザイナー、プログラマー。ハイドライドシリーズやDAIVAなどを手掛ける)

## 学者・教育者
- 碧海純一（法哲学者）
- 浅野三平（国文学者）
- 浅野直人（環境法学者）
- 荒川惣兵衛（在野の外来語研究者）
- 家永三郎（歴史学者・日本思想史）
- 市橋秀夫（歴史学者）
- 伊藤敬一（中国文学者）
- 伊藤圭介（日本初の理学博士・本草学）
- 伊藤正男（生理学者・文化勲章受章者）
- 伊藤恭彦（政治学者）
- 岩崎誠（工学者）
- 岩間一雄（政治学者）
- 梅原猛（哲学者）
- 江口圭一（歴史学者）
- 江口吾朗（生物学者）
- 大橋洋一（英文学者）
- 加藤俊彦（経営学者）
- 加藤泰史（哲学者）
- 加藤由作（保険学者）
- 神谷不二（国際政治学者）
- 河口和也（社会学者）
- 菊谷和宏（社会学者）
- 黒田孝郎（数学者）
- 高坂正顕（哲学者）
- 小林誠（理論物理学者・ノーベル賞受賞者）
- Codama（砂場研究家）
- 榊佳之（分子生物学者）
- 榊裕之（電子工学者）
- 坂本多加雄（政治学者）
- 芝竹夫（教育者）
- 末永康仁（工学者）
- 鈴木力衛（フランス文学者）
- 月尾嘉男（工学者）
- 都留重人（経済学者・元一橋大学学長・東京生まれ名古屋育ち）
- 戸塚宏（戸塚ヨットスクール校長、朝鮮生まれで同市で育つ）
- 利根川進（生物学者・ノーベル賞受賞者）
- 西田耕三（経営学者）
- 野田一夫（経営学者）
- 長谷川博一（臨床心理学者）
- 藤森かよこ（英米文学者、政治学者）
- 本多顕彰（英文学者）
- 益川敏英（理論物理学者・ノーベル賞受賞者）
- 松浦嘉一（英文学者）
- 宮下規久朗（美術史学者）
- 三輪秀彦（フランス文学者）
- 森重文（数学者・フィールズ賞受賞者）
- 両角亜希子（教育学者）
- 山崎一雄（化学者）
- 山中康裕（臨床心理学者）
- 山岸俊男（社会心理学者）
- 和達清夫（地球物理学者・文化勲章受章者）

## 芸能人
- 相川圭子（女優）
- 青山雪雄（俳優）
- 赤座美代子（女優）
- 赤楚衛二 (俳優）
- 浅井健一（歌手、元BLANKEY JET CITY）
- 亜咲花（歌手）
- アタック西本（ジェラードン）
- 天知茂（俳優・歌手）
- 天野鎮雄（俳優）
- 有島一郎（俳優）
- アン・サリー（シンガーソングライター）
- 安藤正容（T-SQUARE）
- 五十嵐めぐみ（女優）
- 池田貴族（歌手）
- 池田良（俳優）
- いしいすぐる（元子役）
- 石黒寛（俳優）
- 石原める（AV女優）
- 市川市丸（俳優）
- 伊月ゆい（声優）
- 伊藤千晃（元AAA）
- 伊藤直人（俳優）
- いとうまい子（女優・タレント）
- 伊藤美紀（女優）
- 井上昭文（俳優）
- 岩田剛典（三代目 J Soul Brothers from EXILE TRIBE、EXILE）
- 岩名美紗子（元女優）
- 岩橋道子（女優）
- 植木等（俳優・歌手）
- 宇高志保（女優・タレント）
- 海野裕二（ジェラードン）
- 梅里紗生（声優）
- 梅本まどか（タレント、元SKE48）
- 江籠裕奈（アイドル・元SKE48）
- えなこ（コスプレイヤー・歌手・声優、元パナシェ!）
- 遠藤さくら（乃木坂46）
- 大川恵子（女優）
- 大川泰雅（俳優、TikToker）
- 大須賀喜久代（1969年ミス・ユニバース日本代表）
- 大林梅子（女優）
- 大村波彦（俳優・シンガーソングライター）
- 岡崎紗絵（モデル・女優）
- 岡島艶子（女優）
- 岡田有希子（歌手・女優）
- 岡本あずさ（女優・モデル）
- 奥村うどん(スタンダップコーギー)
- 落合福嗣（声優、タレント、ナレーター）
- 六代目尾上梅幸（歌舞伎俳優）
- 大橋アヤノ（モデル）
- 佳久創（俳優・元ラグビー選手）
- 尾本侑樹奈（アイドル、女優）
- 加地綾乃（声優）
- 桂木文（女優）
- かとうあずさ（声優）
- 加藤和樹（歌手・俳優・声優）
- かとうかず子（女優・タレント）
- 加藤心（ME:I）
- 加藤晴彦（俳優）
- 加藤里奈（モデル・NHK名古屋放送局契約キャスター）
- 門あさ美（シンガーソングライター）
- 雷門喜助（落語家）
- 雷門小福（落語家）
- 香里奈（女優・モデル）
- 川崎麻衣（女優）
- 川崎成美（タレント、元SKE48・元dela）
- 川島なお美（女優）
- 三代目河原崎権十郎（歌舞伎俳優）
- 神田朱未（声優）
- 木内みどり（女優）
- 菊地最愛（BABYMETAL）
- キシモトマイ（お笑い芸人・アーティスト）
- 北守さいか（声優）
- 鬼頭明里（声優・歌手）
- 気取家延若（落語家）
- 木全翔也 (JO1)
- 木村柾哉 (INI)
- 草薙航基（宮下草薙）
- 楠本柊生（俳優・演出家・脚本家・劇作家）
- 熊崎晴香（SKE48）
- 黒崎レイナ（女優・ファッションモデル）
- nobodyknows+
- 河本準一（次長課長）
- 小坂一也（歌手・俳優）
- 五島良子（歌手）
- 後藤久美子（歌手）
- 小森美果（元AKB48）
- 近藤浩治（作曲家）
- 近藤美恵子（女優）
- 近藤裕希（元お笑い芸人、元バース）
- 近藤芳正（俳優）
- 斎藤洋介（俳優）
- 三枝夕夏（歌手、元三枝夕夏 IN db）
- 坂本真凛（SKE48）
- さくら（元女優）
- 佐藤楓（乃木坂46）
- 佐藤かよ（タレント・モデル）
- 佐藤景瑚 (JO1)
- 佐藤友美（女優）
- 沢井里奈（タレント、元dela）
- 沢口愛華（タレント、元dela）
- 三遊亭圓丈（落語家）
- 三遊亭好好（落語家）
- 初代三遊亭三福（落語家）
- じんじん(パパラピーズ・YouTuber）
- 椎野カロリーナ（モデル）
- 柴田阿弥（タレント・アナウンサー、元SKE48）
- しほり（シンガーソングライター）
- しまざき由理（歌手）
- 清水宏（コメディアン・声優）
- 杉昇真（俳優）
- 杉本悦子（女優・モデル）
- 杉山佳寿子（声優）
- 鈴置洋孝（声優）
- 鈴木みのり（声優）
- 鈴木崚汰[4]（声優）
- 須田亜香里（タレント、元SKE48）
- ENZEL☆（DJ）
- 諏訪彩花（声優、育ちは日進市）
- 関本シン（イノシカチョウ）
- 千うらら（女優）
- 千賀健永（Kis-My-Ft2）
- 仙道敦子（女優・歌手）
- 相馬裕子（シンガーソングライター）
- 高木麻早（シンガーソングライター）
- 高木洋一郎（シンガーソングライター）
- 高杉心悟（俳優）
- 高柳明音（タレント、元SKE48・元NMB48）
- 田口淳之介（歌手、元KAT-TUN）
- 武井咲（女優）
- 竹下景子（女優）
- 武田久美子（女優）
- ただのいっこ（俳優）
- 舘ひろし（俳優）
- 橘家蔵之助 (初代)（落語家）
- 立川わんだ（落語家）
- 玉木宏（俳優・歌手）
- 田村直美（シンガーソングライター）
- 田山涼成（俳優）
- 千葉紀佳（モデル、アイドル）
- 告井延隆（センチメンタル・シティ・ロマンス）
- 筒井あやめ（乃木坂46）
- DJ TAKI-SHIT（DJ）
- DJ yacco（DJ）
- 寺田心（子役）
- 常田真太郎（スキマスイッチ）
- 戸田恵子（女優・声優）
- 友井史人（タレント）
- 中坂美祐（SKE48）
- 中嶋聡彦（声優、俳優、音響監督）
- 中田彩（歯科医・タレント）
- 長縄まりあ（声優）
- 中野督夫（センチメンタル・シティ・ロマンス）
- 中村愛（タレント）
- 中村嘉惟人（俳優）
- 中村浩一(パーソナリティー、音楽プロデューサー）
- 奈々子（モデル・タレント）
- 南美川洋子（女優）
- 成田昭次（歌手、元男闘呼組）
- 西原さつき（モデル、女優、タレント）
- 野口兼資（能楽師）
- Heartbeat（歌手）
- 萩原みのり（女優）
- 早川伸吾（お笑い芸人）
- 林修（タレント、予備校講師）
- 林祐衣（ダンサー）
- 葉山レイコ（女優、歌手、AV女優）
- 久松史奈（シンガーソングライター）
- 日野礼香（元モデル、元レースクイーン）
- 兵藤ゆき（タレント・エッセイスト）
- 平野綾（声優・女優）
- 平野紫耀（アイドル、Number_i）
- 廣岡まりあ（タレント、キャスター）
- 藤田麻衣子（シンガーソングライター）
- 星島沙也加（モデル）
- 本渡楓（声優）
- 間島淳司（声優）
- 間瀬遥花（モデル、東レキャンペーンガール）
- 松尾陽介（実業家、元ザブングル）
- 松崎好孝（チェリッシュ）
- 松下由樹（女優）
- 松原智恵子（女優）
- 松元恵美（ミュージカル俳優）
- 眞野裕子（女優）
- MAMI（SCANDAL）
- 三上悠亜（元AV女優、元SKE48）
- 三國一朗（タレント・エッセイスト）
- 水沢エレナ（モデル）
- ミズノマリ（歌手）
- 三桝豊（俳優）
- 八代目都家歌六（落語家）
- 宮地佑紀生（タレント・ミュージシャン）
- 向井慧（パンサー）
- 村井かずさ（声優）
- May'n（歌手）
- MoeMi（声優）
- 森咲智美（グラビアアイドル）
- 森下千里（元タレント、元女優、元レースクイーン）
- 森本レオ（俳優、ナレーター、声優）
- 森山周一郎（俳優、声優、ナレーター）
- 八神純子（シンガーソングライター）
- 山羊智詞（歌手）
- 安井邦彦（声優）
- 矢野きよ実（タレント、書家）
- 山﨑夢羽（元BEYOOOOONDS）
- 山田裕貴（俳優）
- 吉澤遥奈（グラビアアイドル）
- レイ（IVE）
- 呂布カルマ（ラッパー）

## 宝塚歌劇団
- 一路真輝 - 元雪組トップスター
- 遼河はるひ - 元月組男役
- 十碧れいや - 元星組男役
- 緒月遠麻 - 元宙組男役
- 磯野千尋 - 元専科男役
- ゆいかれん - 元月組娘役
- 遥羽らら - 元宙組娘役
- 紫門ゆりや - 花組男役
- 七城雅 - 月組男役
- 大路りせ - 宙組男役
- 藍羽ひより - 星組娘役

## メディア関係者

### テレビ制作者
- 近藤真広（朝日放送テレビプロデューサー）
- 藤村忠寿（北海道テレビ放送 「水曜どうでしょう」ディレクター）
- 村瀬健（フジテレビプロデューサー）
- 山守文雄（テレビプロデューサー）

### アナウンサー
- 三宅民夫（元NHKアナウンサー）
- 岩槻里子（NHKアナウンサー）
- 浅野光成（NHK職員、元NHKアナウンサー）
- 森山春香（NHKアナウンサー）
- 浅井僚馬（NHKアナウンサー）
- 山田大樹（NHKアナウンサー）
- 田所拓也（NHKアナウンサー）
- 早瀬雄一（NHKアナウンサー）
- 近藤泰郎（NHKアナウンサー）
- 渡辺宜嗣（元テレビ朝日アナウンサー）
- 進藤潤耶（元テレビ朝日アナウンサー）
- 富川悠太（元テレビ朝日アナウンサー）
- 市川寛子（元テレビ朝日アナウンサー）
- 林美沙希（テレビ朝日アナウンサー）
- 小林豊（TBSテレビ社員。元同局アナウンサー）
- 槇徳子（元テレビ東京社員、元CBCテレビアナウンサー）
- 森本さやか（元フジテレビアナウンサー）
- 山中章子（フジテレビアナウンサー）
- 佐久間みなみ (フジテレビアナウンサー)
- 本地洋一（元岐阜放送アナウンサー）
- 犬飼俊久（元東海ラジオ放送アナウンサー）
- 谷川明美（元東海ラジオ放送アナウンサー）
- 佐藤啓（元中京テレビ放送アナウンサー）
- 高橋重憲（中京テレビ放送アナウンサー、元同局報道記者）
- 松岡陽子（元中京テレビ放送アナウンサー）
- 伊藤楓（元中京テレビ放送アナウンサー）
- 加藤泰子（元中京テレビ放送アナウンサー）
- 菅原哲夫（元中京テレビ放送アナウンサー）
- 渡辺美香（CBCテレビアナウンサー）
- 佐藤栄治（北日本放送アナウンサー）
- 山田恵梨子（福井放送アナウンサー）
- 岡村久則（静岡放送アナウンサー）
- 国井美佐（元北海道テレビ放送アナウンサー）
- 吉岡麗（広島ホームテレビアナウンサー）

（フリー）
- 安井まみ子（元広島テレビ放送）
- 吉田恵（フリーキャスター）
- 森田正光（気象予報士）
- 政次夏希（元中京テレビ放送アナウンサー）
- 石田雄太（スポーツジャーナリスト）
- 加藤哲（映像作家）
- 後藤晴菜（元日本テレビアナウンサー）

## スポーツ選手
日本におけるフィギュアスケート競技の中心地として数多くの名選手を輩出。別名「フィギュアスケート王国」
- 山田満知子（元フィギュアスケート選手、現コーチ）
- 伊藤みどり（元フィギュアスケート選手、アルベールビル五輪 銀メダリスト。世界フィギュアスケート殿堂入り）
- 恩田美栄（元フィギュアスケート選手）
- 安藤美姫（元フィギュアスケート選手）
- 鍵山正和（元フィギュアスケート選手、現コーチ）
- 小塚光彦（元フィギュアスケート選手）
- 小塚崇彦（フィギュアスケート選手、小塚光彦の孫）
- 浅田真央（フィギュアスケート選手、バンクーバー五輪 銀メダリスト）
- 浅田舞（フィギュアスケート選手、浅田真央の姉）
- 村上佳菜子（フィギュアスケート選手）
- 宇野昌磨（フィギュアスケート選手、平昌五輪 銀メダリスト）
- 加藤美善（元スピードスケート選手）
- 河合季信（元ショートトラック選手、アルベールビル五輪銅メダリスト）
- 加藤美佳（元ショートトラック選手、加藤美善の姉）
- 森井姫明麗（スノーボード選手）
- 中山彰規（元体操日本代表。五輪と世界選手権で金13・銀4・銅5の計22個のメダルを獲得し、日本人体操選手で最多メダリスト。国際体操殿堂入り）
- 野口二郎（元プロ野球選手、200勝投手、野球殿堂入り）
- 工藤公康（元プロ野球選手、200勝投手、野球殿堂入り）
- 紀藤真琴（元プロ野球選手）
- 彦野利勝（元プロ野球選手）
- 苫米地鉄人（元プロ野球選手）
- 赤田龍一郎（元プロ野球選手）
- 武山真吾（元プロ野球選手）
- 近藤弘基（元プロ野球選手）
- 沼田拓巳（元プロ野球選手）
- 大島洋平（プロ野球選手、2000本安打達成）
- 祖父江大輔（プロ野球選手）
- 田島慎二（元プロ野球選手）
- 濱田達郎（元プロ野球選手）
- マルク（元プロ野球選手）
- 森博人（プロ野球選手）
- 澤野聖悠（プロ野球選手）
- 中尾輝（元プロ野球選手）
- 中山礼都（プロ野球選手）
- 松井聖（元プロ野球選手）
- 李政厚（プロ野球選手）
- 富永章敬（元プロ野球選手）
- 二宮衣沙貴（プロ野球選手）
- 篠原響（プロ野球選手）
- 小池貴志（元プロ野球選手）
- 今井綾子（女子野球選手）
- 中村豪（高校野球指導者）
- 伊藤幸子（元ソフトボール選手、北京五輪 金メダリスト）
- 馬渕智子（元ソフトボール選手、北京五輪 金メダリスト）
- 後藤希友（ソフトボール選手、東京五輪 金メダリスト）
- 近藤亜美（女子柔道選手）
- 秋田豊（元サッカー選手）
- 岡山哲也（元サッカー選手）
- 鈴木潤（サッカー選手）
- 渡邉柊斗（サッカー選手）
- 鄭大世（在日コリアン三世、サッカー選手）
- 中西哲生（元サッカー選手、現スポーツジャーナリスト）
- 谷川萌々子（女子サッカー選手）
- 谷澤英彦（元テニス選手）
- 大槻卓（ラグビーレフリー）
- 山本正人（元ラグビー選手）
- 河野良太（ラグビー選手）
- 加藤凌悠（ラグビー選手）
- 姫野和樹（ラグビー日本代表）
- 西川大輔（ラグビー選手）
- 河村謙尚（ラグビー選手）
- 永田虹歩（女子ラグビー選手）
- 左高裕佳（女子ラグビー選手）
- 富永啓生（バスケットボール日本代表）
- 廣紀江（元バレーボール日本代表、ロサンゼルス五輪 銅メダリスト）
- 金田久美子（プロゴルファー）
- 鬼頭さくら（プロゴルファー）
- 高山準平（プロゴルファー）
- 野澤真央（プロゴルファー）
- ウルティモ・ドラゴン（プロレスラー）
- U.M.A（プロレスラー）
- モハメド・ヨネ（プロレスラー）
- 山本千歳（元女子プロレスラー）
- 水波綾（元女子プロレスラー）
- ジャングル叫女（女子プロレスラー）
- 松本だいすけ（プロレスラー）
- 神谷龍（プロレスラー）
- U-T（プロレスラー）
- 近藤龍徳（競輪選手）
- 濱口高彰（競輪選手）
- 吉田敏洋（競輪選手）
- 畑中建人（プロボクサー）
- 飯田覚士（プロボクサー、元WBAスーパーフライ級王者）
- 松永宏信（プロボクサー）
- 水野拓哉（プロボクサー）
- 村上勝也（プロボクサー）

## 財界
- 豊田喜一郎（トヨタ自動車創業者）
- 豊田章男（トヨタ自動車社長、日本自動車工業会会長）
- 盛田昭夫（ソニー創業者、元ソニー会長・名誉大英帝国勲章受勲）
- 伊藤蘭丸祐道（織田信長の家臣。いとう呉服店、現・松坂屋創業者）
- 竹中藤兵衛正高（織田信長の家臣。宮大工、竹中工務店創業者）
- 竹中藤右衛門（竹中工務店社長、政治家）
- 安井正義（ブラザー工業創業者）
- 緒川修治（PDエアロスペース創業者）
- 小川恭範（セイコーエプソン社長）
- 音部大輔（クー・マーケティング・カンパニー社長、マーケター、著作家）
- 片田一幸（リアル創業者）
- 兼元謙任（OKWave創業者）
- 榊原暢宏（ジャパンベストレスキューシステム創業者）
- 谷川貞治（格闘技プロモーター、FEG社長）
- 谷田利景（ポッカコーポレーション創業者）
- 小林由三郎（小林瓦斯電気器具製作所、現・パロマ創業者）
- 津田弘（ヒマラヤ製菓創業者）
- 竹田和平（竹田製菓創業者）
- 冨田英揮（ディップ創業者）
- 内藤忠顕（日本郵船社長、日本船主協会会長）
- 西川俊男（ユニーグループ創業者）
- 西村誠司（エクスコムグローバル社長、『イモトのWiFi』『にしたんクリニック』で有名なタレント社長）
- 干場弓子（ディスカヴァー・トゥエンティワン創業者・前取締役社長、編集者、文筆家）
- 坂野兼通（山口合資会社理事長）
- 日色保（日本マクドナルドホールディングス社長兼CEO）
- 小林忠兵衛（小林製薬創業者）
- 牧誠（メルコ：現バッファロー創業者）
- 江口克彦（みんなの党最高顧問・元PHP総合研究所社長）
- 家本賢太郎（クララオンライン社長）
- 三田敏雄（中部電力社長、中部経済連合会会長）
- 大澤和宏（名古屋テレビ塔社長）
- 大島宏彦（中日新聞社社長・会長、中日ドラゴンズオーナー）
- 大島宇一郎（中日新聞社社長、中日ドラゴンズオーナー）
- 村瀨茂高（WILLER創業者・社長、WILLER EXPRESS創業者・社長）
- 木村三千夫（日本デコラックス創業者）

## その他
- 成田きん・蟹江ぎん（双子の長寿姉妹）
- 西川幾（日本舞踊家、名古屋西川流）
- 西川嘉義（日本舞踊家、名古屋西川流）
- 小松達也（同時通訳者）
- 小池重明（アマチュアの将棋指し）
- 南久惠（美容研究家、デザイナー、ミセス・グローブ2015日本代表、ミセス・ユニバース2016日本代表、ミセス・アース2017初代日本代表）
- 杉浦友祐（料理研究家）
- ラファエル（YouTuber）
- Swind（ライトノベル作家、漫画原作者、名古屋めし専門料理研究家、YouTuber）
- 浅井ゆかり（教育カウンセラー、料理研究家、作家、モデル、実業家）
- 横田めぐみ（北朝鮮による拉致被害者）
- 祖父江文宏（児童養護施設暁学園園長）
- 森崇（精神科医、元福岡教育大学教授）
- 上杉真央 (fripSide、名古屋市生まれ大阪府出身)
- 加藤亮（ライター、編集者）
- まゑだコーキ（演出家）
- ひらまつたかお（クリエイター）